# Stinkbombe

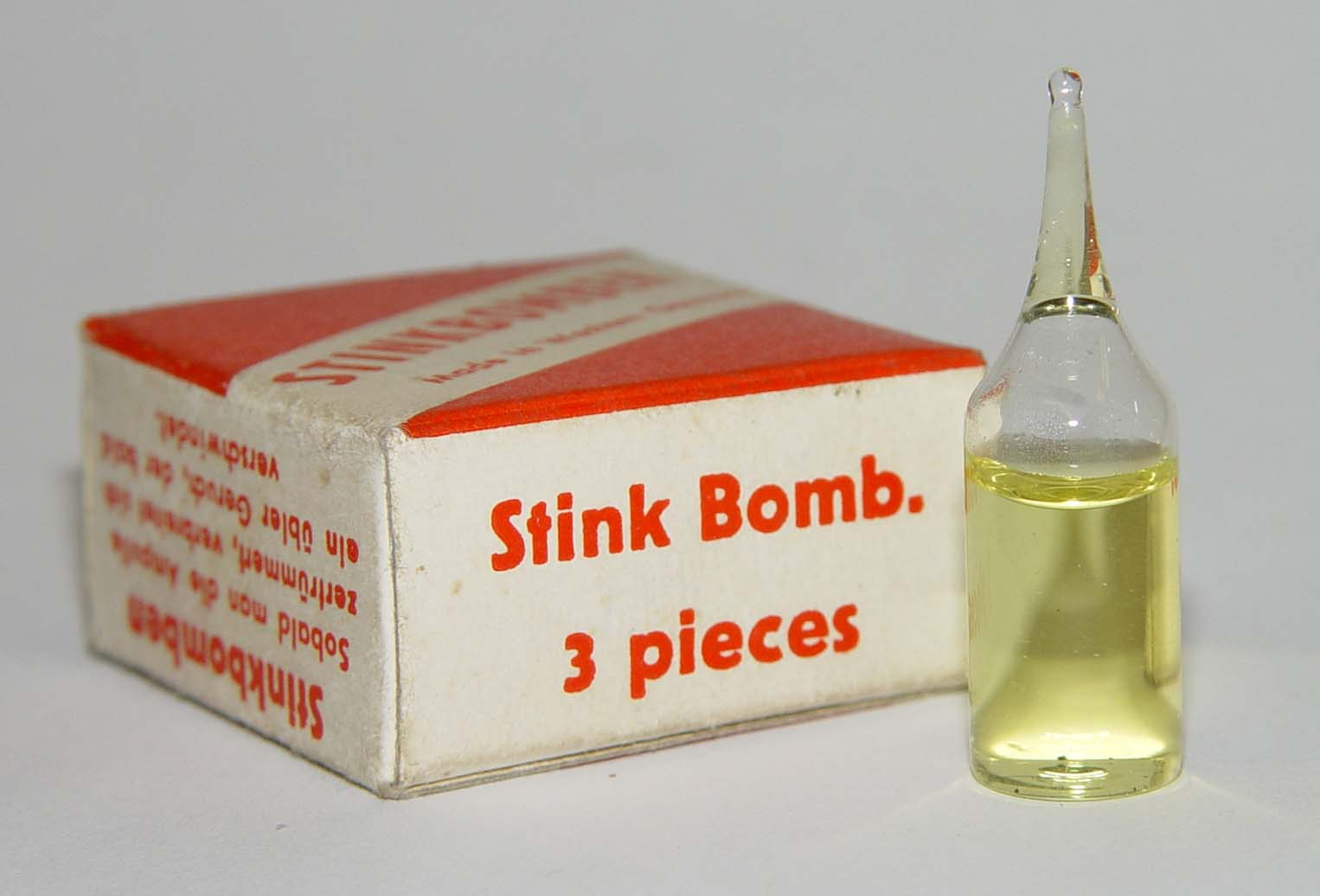
„Stinkbombe“ in Glasampulle

Eine Stinkbombe ist ein improvisierter Gegenstand oder ein Scherzartikel, der bei Aktivierung in seiner unmittelbaren Umgebung stinkende Gase verbreitet. Die entstehenden oder freiwerdenden Gase sind teilweise gesundheitsschädlich. Wird sie dabei als Sabotage- und Zerstreuungsmittel eingesetzt, ist sie von ihrer Wirkungsweise und dem Gefährdungspotential her als chemische Waffe zu werten.

## Schwefelwasserstoff-Stinkbombe
Eine Art der Stinkbombe ist die Schwefelwasserstoff-Stinkbombe, die den typischen Geruch fauler Eier verbreitet. Das für den üblen Geruch verantwortliche Gas ist Schwefelwasserstoff, der auch bei der Zersetzung von Proteinen entsteht, jedoch in höherer Konzentration stark giftig ist und nicht mehr wahrgenommen wird.
Die Freisetzung des Gases erfolgt bei dieser Stinkbombenform über die Reaktion von Eisensulfid (FeIIS) in Form von feinem Pulver mit Salzsäure, die meist in einer Glasampulle zugeführt wird.
{\displaystyle \mathrm {FeS+2\ HCl\rightarrow FeCl_{2}+H_{2}S} }
Die Produkte der Reaktion sind Eisenchlorid (FeCl2) und das übel riechende Gas Schwefelwasserstoff.
Edukte können auch andere schwefelhaltige Stoffe wie z. B. Ammoniumsulfid oder Ammoniumhydrogensulfid sein, sowie beständige anorganische Säuren, beispielsweise Schwefelsäure oder Phosphorsäure.
Unbeständige Säure wie Kohlensäure ist nicht geeignet, da diese bei der leicht exothermen Reaktion größtenteils zu Wasser und Kohlendioxid zerfällt.
Die Reaktion anderer Sulfide mit Säuren läuft nach folgendem Schema ab:
{\displaystyle \mathrm {KS_{x}+H_{x}A\rightarrow KA+H_{2}S} }
Das positiv geladene Kation des Sulfids zieht das negativ geladene Säureanion an, während die negativ geladenen Sulfid-Anionen mit den Wasserstoffionen der Säure eine Atombindung zu Schwefelwasserstoff eingehen. Das Mengenverhältnis variiert je nach Ladungszahl des Kations und der Protonenzahl (Wasserstoffionenzahl) der Säure.

## Buttersäure-Stinkbomben
Zur Herstellung von Stinkbomben wird auch Buttersäure verwendet. Buttersäure ist nach REACH in der Europäischen Union und auch laut Bedarfsgegenständeverordnung in Deutschland für diesen Zweck verboten.
Der Geruchsstoff wird unter anderem auch dazu verwendet, Maulwürfe zu vertreiben, besitzt aber keine Biozid-Zulassung und darf hierfür daher nicht in Verkehr gebracht werden.

## Deutschsprachiger Raum
Eine Stinkbombe besteht meist aus einer kleinen, zerbrechlichen Glasampulle, die mit einer übelriechenden Substanz gefüllt ist. Eine verbreitete Version enthält Schwefelwasserstoff, der in Wasser als Trägersubstanz gelöst ist und nach dem Zerbrechen der Glasampulle ausgast. Die Glassplitter stellen eine Verletzungsgefahr dar.
Sowohl Schwefelwasserstoff als auch Buttersäure sind laut REACH in der Europäischen Union für diesen Zweck verboten.
In Deutschland sind auch Stinkbomben auf der Basis von Ammoniumsulfid, Ammoniumhydrogensulfid und Ammoniumpolysulfiden laut § 3 der Bedarfsgegenständeverordnung verboten.
Zusätzlich zu Stinkbomben in Glasampullen werden auch Spraydosen verkauft, die mit einem übelriechenden Gas gefüllt sind. Der Inhalt dieser Spraydosen ist geeignet, einen Raum entsprechend zu präparieren, wobei keine Glassplitter entstehen. Die Anwendung ist jedoch nicht so schnell und nicht so punktförmig möglich, wie dies beim Werfen einer Glasampulle der Fall ist. Im Handel sind solche Spraydosen unter der Bezeichnung „Furz-Spray“ oder „Pups-Spray“ erhältlich.

## Stinkbombe in den USA
Insbesondere in den USA wurde die Stinkbombe auch als Mittel der Sabotage und Geschäftsschädigung eingesetzt. Stinkbombenattacken wurden in den 1920er-Jahren u. a. im Cleaners and Dyers War in Detroit eingesetzt, um die Wäschereien der Konkurrenten zu sabotieren.
Bevor z. B. Eugenio Giannini seine Karriere als illegaler Geschäftsmann der Unterwelt aufnahm, war er als Aufpasser in Restaurants der High Society in New York City tätig. Zu seinen Aufgaben gehörte, die Gäste vor Belästigungen zu bewahren; dazu gehörte insbesondere, das damals häufige Werfen von Stinkbomben in die Restaurants zu verhindern.
Weiterhin wurden Stinkbomben auch zur Zerstreuung von Personengruppen und gegen Demonstrationen durch Sicherheitskräfte und Polizei in den USA eingesetzt.